# Sŏnggan-gun
Sŏnggan-gun (koreanska: 성간군) är en kommun i Nordkorea.   Den ligger i provinsen Chagang, i den centrala delen av landet, 210 km norr om huvudstaden Pyongyang.